# Dąbrowa Tarnawacka
Dąbrowa Tarnawacka (do 1983 Dąbrowa Hatczyska) – wieś w Polsce położona w województwie lubelskim, w powiecie tomaszowskim, w gminie Tarnawatka.
W latach 1975–1998 miejscowość administracyjnie należała do województwa zamojskiego.
Wieś jest sołectwem w gminie Tarnawatka. Według Narodowego Spisu Powszechnego z roku 2011 wieś liczyła 75 mieszkańców.
Wierni Kościoła rzymskokatolickiego należą do parafii Zwiastowania Najświętszej Maryi Panny w Tomaszowie Lubelskim.